# Эспин, Джон
Джон Симингтон Эспин (англ. John Symington Aspin; 21 марта 1872, Глазго, Ланаркшир — 27 июня 1933) — британский яхтсмен, чемпион летних Олимпийских игр 1908 года.
На Играх 1908 года в Лондоне Эспин соревновался в классе 12 м. Его команда выиграла две гонки и в итоге заняла первое место.